# Прогрессивная партия (Гана)
Прогрессивная партия — правительственная политическая партия Ганы во времена существования Второй республики (1969—1972). По результатам первых выборов после переворота 1966 года, которые состоялись 29 августа 1969 года партия получила 105 из 140 мест в Национальной ассамблее.
Лидером партии был Кофи Абрефа Бусиа, который возглавил правительство Ганы 3 сентября 1969.